# Угон Boeing 727 в Пхеньян
Угон Boeing 727 в Пхеньян — угон пассажирского самолёта Boeing 727-89 авиакомпании Japan Air Lines группой из 9 угонщиков, произошедший 31 марта 1970 года. Также известен как Инцидент с угоном Yodogo (яп. よど号ハイジャック事件).

## Угон
Примерно через 20 минут после вылета самолёта из аэропорта Токио молодой человек по имени Такамаро Тамия встал со своего места и вытащил катану с криком «Мы Завтрашний Джо!», заявив о своём намерении захватить самолёт, и приказал другим угонщикам обнажить оружие. Угонщики взяли в заложники всех находившихся на борту 129 человек (122 пассажира и 7 членов экипажа) и приказали пилотам направить самолёт в Гавану (Куба), где они намеревались пройти подготовку в коммунистических военных группах. Затем угонщикам сообщили, что самолёт Boeing 727 не способен совершить такой полёт из-за ограниченного количества топлива. Узнав об этом, угонщики настояли на том, чтобы самолет был перенаправлен в Пхеньян (КНДР) после дозаправки в Фукуоке. По прибытии в Фукуоку полиция убедила угонщиков освободить большинство заложников, а пилотам выдали карту Корейского полуострова. К карте была прикреплена записка, в которой пилотам предписывалось настроить радиостанции на определённую частоту. Авиадиспетчеры, которые были осведомлены о ситуации, намеренно дали пилотам неправильные указания, пытаясь приземлить самолёт в аэропорту Кимпхо в Сеуле, который замаскировали под северокорейский. Угонщики быстро поняли, что их пытаются обмануть. Вице-министр транспорта Японии Синдзиро Ямамура вызвался зайти на борт самолёта вместо заложников, на что угонщики согласились. Затем они направили самолёт в аэропорт Мирим в Пхеньяне, где они сдались северокорейским властям, которые предложили всей группе угонщиков убежище.
Самолёт, на борту которого находились вице-министр Ямамура и остальные члены экипажа, вылетел из Пхеньяна два дня спустя и вернулся в аэропорт Токио 5 апреля в 9:39.

## Последующие события
Предполагаемым организатором угона, который не принимал участия в самой операции, был Такая Сиоми. Сиоми был арестован, осуждён и приговорён к заключению почти на 20 лет в тюрьме в Японии. Вышел на свободу в 1989 году. Сиоми получил низкооплачиваемую работу в качестве обслуживающего персонала на многоуровневой парковке в Киеси, Токио, где он работал до 2008 года. Он сказал, что захватчики намеревались отправиться на Кубу через КНДР. Он присоединился к протестному движению против военной базы в Окинаве и антиядерному движению и написал несколько книг, связанных с его членством в Красной Армии Японии. В апреле 2015 года он баллотировался на выборах в городское собрание в Киёсе. Умер 14 ноября 2017 года от сердечной недостаточности в токийской больнице.
Один из угонщиков, Мориаки Вакабаяси был одним из участников (басист) рок-группы Les Rallizes Dénudés. В интервью Киодо Цусин в марте 2010 года Вакабаяси заявил, что угон был «эгоистичным и тщеславным» актом. Вакабаяси добавил, что он хотел бы вернуться в Японию и был готов предстать перед судом за свою роль в угоне самолёта. По данным на апрель 2014 года он проживал в КНДР вместе с другими членами своей группы.
В 1985 году угонщик Ясухиро Сибата тайно вернулся в Японию, чтобы собрать деньги для группы, был арестован и приговорен к пяти годам тюремного заключения. Другой угонщик, Есими Танака был арестован в Таиланде с крупной суммой фальшивых денег и репатриирован в Японию в марте 2000 года, где ему был вынесен приговор, но он умер до его исполнения. По данным Национальной полиции Японии, другие угонщики остаются на свободе.
Лидер группы Такамаро Тамия умер в 1995 году. Другой угонщик, Кинтаро Ёсида умер в 1985 году. Такэси Окамото и его жена Кимико Фукудомэ, вероятно, были убиты при попытке бежать из КНДР. Такахиро Кониси, Сиро Акаги, Кимихуро Уомото и Мориаки Вакабаяси всё ещё проживают в КНДР; все, кроме Такэси Окамото в 2004 году давали интервью Киодо Цусин. В июне 2004 года оставшиеся угонщики обратились к северокорейским властям с просьбой разрешить им вернуться в Японию, даже если там они будут наказаны за совершение угона.

### Комментарии
1. ↑  Yodogo — имя угнанного самолёта